# Philipp Batthyány (Philosoph)
Philipp Batthyány (* 1968) ist ein deutschsprachiger Philosoph. Seine Forschungsschwerpunkte liegen in der Existenzphilosophie, der Sozial- und Moralphilosophie sowie der politischen Philosophie.

## Leben und Werk
Philipp Batthyány hat an der Hochschule für Philosophie München Philosophie studiert und wurde ebendort mit einer Arbeit über den Begriff des Zwangs bei Friedrich August von Hayek promoviert. Sein Lehrer ist der Sozialethiker Walter Kerber S.J., zu dessen engstem Kreis von Doktoranden und Schülern er auch noch lange nach dessen Emeritierung gehörte. Nach dem Tode vom Walter Kerber wurde das Promotionsvorhaben unter Leitung von Norbert Brieskorn S.J. abschließend betreut.
In seiner Hayek-Interpretation weicht Batthyány von der häufig anzutreffenden ‚neoliberalen‘ bzw. libertären Lesart des Werkes Hayeks ab und erweitert dessen negativen Freiheitsbegriff um Aspekte der freiheitsgewährenden, regelbewehrten Pflicht zur Abwendung von Gewalt und in Kauf genommener Schädigung anderer, unter Einarbeitung nachweislich wohlfahrtsstaatlicher Elemente im Denken Hayeks.
In seiner Habilitationsschrift setzt er den Gedanken der Notwendigkeit einer Anreicherung des liberalen Freiheitsbegriffs fort und widmet sich hierzu der Existenzphilosophie von Karl Jaspers. In seiner Interpretation stellt er den Begriff der existenziellen Freiheit als zentralen Begriff der Existenzphilosophie Jaspers‘ ebenso wie den Begriff der politischen Freiheit als zentralen Begriff der politischen Schriften von Karl Jaspers heraus und arbeitet mit dem Ziel einer vergleichenden Synthese Disparitäten und Anknüpfungspunkte mit dem liberalen Freiheitsbegriff heraus, den er in der seiner Hayek-Studie bereits entwickelt hatte.
In seiner Monografie zum Thrasymachos-Dialog in Platons Politeia rekonstruiert Batthyány in sieben Explikationen die Gerechtigkeitsdefinition von Thrasymachos und analysiert den Dialog, auch unter Einbeziehung seiner dichterischen, psychologischen und historischen Aspekte, als Grundtext der platonischen Tugend-, Staats- und Seelenlehre. Die Widerlegung des thrasymacheischen Logos richtet sich dabei, neben der politischen, wesentlich auch an der eudämonistischen Dimension des Dialogs zwischen Sokrates und Thrasymachos aus. Es ist die erste bislang erschienene Monographie zum platonischen und historischen Thrasymachos.
Batthyány war Professor für Sozial- und Moralphilosophie an der Internationalen Akademie für Philosophie (IAP) in Liechtenstein und von 2020 bis zu ihrer Einstellung ihr Rektor.
Batthyány lebt und arbeitet in Berlin. Er ist unverheiratet und Vater eines erwachsenen Sohnes. Sein Bruder ist der Philosoph und Psychotherapieforscher Alexander Batthyány.

## Schriften (Auswahl)

### Monographien
- Zwang als Grundübel in der Gesellschaft? Der Begriff des Zwangs bei Friedrich August von Hayek (Dissertation), Tübingen, Mohr Siebeck, 2007, 242 Seiten, ISBN 978-3-16-149365-2
- Existentielle Freiheit und politische Freiheit. Die Freiheitsideen von Karl Jaspers und Friedrich August von Hayek im Vergleich (Habilitationsschrift), Berlin, Duncker und Humblot, 2019, 436 Seiten, ISBN 978-3-428-15744-0
- Thrasymachos: ‚Der Glücklichste ist der Tyrann‘. Sokrates und der Sophist über Gerechtigkeit in Platons Politeia, Berlin, Duncker und Humblot, 2021, 550 Seiten, ISBN 978-3-428-18437-8

### Aufsätze
- Karl Jaspers und die Freiheit, in: Hamid Reza Yousefi, Werner Schüßler, Reinhard Schulz, Ulrich Diehl (Hrsg.), Karl Jaspers – Grundbegriffe seines Denkens, Reinbek, Lau 2011, S. 53–65, ISBN 978-3-941400-34-4
- Über Gefährdungen und Forderungen politischer Freiheit in unserer Zeit, in: Aufklärung und Kritik. Heft 58, Oktober 2016, 23. Jahrgang, Nr. 3, S. 7–20, ISSN 0945-6627
- Der Wert der liberalen Demokratie, in: Heike Walterscheidt, Thomas Petersen (Hrsg.), Wie soll das Volk entscheiden? Chancen, Risiken und Herausforderungen der direkten Demokratie, Berlin, 2021, S. 65–85, ISBN 978-3-658-34535-8
- Ich kann nicht abschließen‘ – Der Bruch zwischen Karl Jaspers und Martin Heidegger 1933 und das Scheitern seiner Aufarbeitung, in: Raphael Gross, Bernd Ulrich, Dirk Schuck (Hrsg.), Zerrbilder. Zum Wirken und Fortwirken nationalsozialistischer Mentalität, Ch. Links, Berlin, 2024, S. 131–149, ISBN 978-3-96289-211-1